# Renuka
Renuka (лат. ) — род жуков из семейства монотомиды (ризофагиды). Индия, Мадагаскар.

## Описание
Мелкие жуки длиной около 5 мм. Форма тела узкая, вытянутая. Надкрылья с 8 пунктированными рядами. Основная окраска тела коричневая и чёрная. Усики десятичлениковые. Ноги короткие, коготки простые. Формула лапок 5-5-5 у самок и 5-5-4 у самцов. Взрослые особи собираются под корой деревьев. Сходен с родами Monotomopsis и Tarunius.
- Renuka madagascarensis Sen Gupta, 1988
- Renuka rita Pal, 2000